# Heleioporus inornatus
Espèce
Statut de conservation UICN

 LC  : Préoccupation mineure
Heleioporus inornatus est une espèce d'amphibiens de la famille des Limnodynastidae.

## Répartition
Cette espèce est endémique d'Australie-Occidentale. Elle se rencontre entre 150 et 600 m d'altitude dans la Darling Scarp au Sud-Ouest de l'État,.

## Publication originale
- Lee & Main, 1954 : Two new species of burrowing frogs of the genus Helioporus Gray from South-Western Australia. Western Australian Naturalist, vol. 4, no 7, p. 157-159.